# 1896年夏季奧林匹克運動會劍擊男子大師級花劍比賽
男子大師級花劍比賽是1896年夏季奥林匹克运动会击剑比赛三個比賽項目之一，於奧運會第二日即是4月7日進行，這場比賽亦是夏季奧林匹克運動會歷史上少數允許職業運動員參加的項目，只有來自希臘及法國的兩位劍手參與，由希臘的列奧尼達斯·皮爾戈斯與法國的若阿尼·佩罗内之間進行一場比賽對決，皮爾戈斯以 3-1 獲勝，成為現代奧林匹克運動會的第一位希臘冠軍。

## 賽程
大師級花劍比賽的確切時間尚不清楚，擊劍比賽於比賽第二天上午10點開始，由男子花劍開始，隨後是大師級花劍。 官方報告指出，擊劍比賽大約在中午結束。
| 日期         | 時間 | 階段 |
| ------------ | ---- | ---- |
| 1896年4月7日 | 上午 | 決賽 |

## 賽果
| 排名 | 劍手                        | 勝 | 負 | 擊中次數 | 被擊中次數 |        | 皮爾戈斯 | 佩羅內 |
| ---- | --------------------------- | -- | -- | -------- | ---------- | ------ | -------- | ------ |
| 金牌 | 列奧尼達斯·皮爾戈斯（希腊） | 1  | 0  | 3        | 1          | 不適用 | 3–1      |        |
| 銀牌 | 若阿尼·佩罗内（法国）       | 0  | 1  | 1        | 3          | 1–3    | 不適用   |        |